# Нарапаті I
Нарапаті I (*бірм. နရပတိ; 7 червня 1413 — 24 липня 1468) — 10-й володар царства Ава у 1442—1468 роках.

## Життєпис

### Молоді роки
Походив з династії Паган-Пінья. Другий син собви Могньїнтадо та Шін М'ятгла. Народився 1413 року в Могн'їні, отримавши ім'я Тхіхатху. Здобув загальну освіту. 1426 року його батько став правителем Ави. 1429 року Нарапаті призначається намісником важливого південного міста П'ї. . У жовтні 1430 року це місто опинилося в облозі військ Таунгу і Гантаваді. Зміг втриматися до 1431 року, коли було укладено мирну угоду між Авою і Гантаваді.
Зберіг свою посаду у 1439 році зі сходженням на трон свого старшого брата Міньєчавсви I. 1442 року після смерті останнього міністри зробили вибір на користь швагера того — Тхіхапате, але він відмовився від трону. Тоді Тхіхатху отримав владу під ім'ям Нарапаті I. Невдовзі було захоплено фортецю Могаунг й підкорено шанське князівство Кале Четаунг, захопивши собву (князя) Тонганбву.

### Панування
У 1443 році до кордону з шанськими князівствами прибуло військо, відправлене мінським імператор Чжу Цічжень, для захоплення Тонганбву. Китайці зажадали видачі останнього й сплату данину для імператора. Нарапаті I відкинув вимоги, й 1444 року рушив до кордону з імперією Мін. В боях біля Каунгтону мінські війська були зупинені, після чого, не маючи достатньо харчів, відступили.
1445 року мінські війська раптово захопили прохід Бгамо на півночі, що відкрило ворогові шлях на столицю. Нарапаті I вимушен був погодитися на китайські умови. Натомість отримав допомогу з приборканням міста Яметхіна. Тонганбва наклав на себе руки, його тіло було видано 1446 році. Також за Авою визнано було князівство Могн'їн, яким Нарапаті I фактично володів. Разом з тим Нарапаті I відмовився визнати зверхність імперії Мін.
1450 році шани, що на той час мали успіхи проти Мін, підняли повстання проти Нарапаті I. Аваські війська протягом декількох місяців завдали повсталим поразки, але до 1454 року вимушені були щорічно придушувати заколоти. В цей час місцева знать повстала в Таунгу. Спроби відновити тут владу Ави виявилися невдалими.
В подальшому відбувається послаблення центральної влади, що відбилося в прийнятті його сина — намісниками П'ї й Кале Четаунгнйо — прийняли царські титули. Існує напис середини XV ст., в якому йдеться, що Нарапаті віддав свою дочку за «царя Піньї». «Царями» були й обидва брати головної цариці Ави. До 1460 року вже існувало близько 10 «царів» і безліч князів і принців, кожен із яких претендував на самостійність. У цій ситуації Нарапаті I, намагаючись підняти свій престиж, прийняв титул «царя царів» і поставив себе, таким чином, вище за інших «царів».
1467 року Нарапаті I було поранено онуком, якого було викрито в зв'язку зі своєю стриєчною сестрою. Правитель Ави втік на південь до П'ї, де помер 1468 року. Трон перейшов до старшого сина Тхіхатхури I.